# Fraction unitaire
 (août 2022).
Si vous disposez d'ouvrages ou d'articles de référence ou si vous connaissez des sites web de qualité traitant du thème abordé ici, merci de compléter l'article en donnant les références utiles à sa vérifiabilité et en les liant à la section « Notes et références ».
Une fraction unitaire est un nombre rationnel écrit sous la forme d'une fraction où le numérateur est 1 et le dénominateur est un entier naturel non nul.  Une fraction unitaire est par conséquent l'inverse d'un entier positif, 1/n, comme : 1/1, 1/2, 1/3, 1/42 etc.

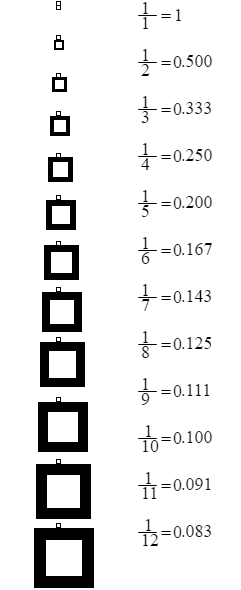
Une représentation visuelle des fractions unitaires, allant de 1 à 12.

## Arithmétique élémentaire
Multiplier deux fractions unitaires quelconques donne pour résultat une autre fraction unitaire :
{\displaystyle {\frac {1}{x}}\times {\frac {1}{y}}={\frac {1}{xy}}}
Par contre, additionner, soustraire, ou diviser deux fractions unitaires produit un résultat qui n'est généralement pas une fraction unitaire :
{\displaystyle {\frac {1}{x}}+{\frac {1}{y}}={\frac {x+y}{xy}}}
- - 1/2 + 1/5 = 7/10
  - 1/3 + 1/6 = 1/2

{\displaystyle {\frac {1}{x}}-{\frac {1}{y}}={\frac {y-x}{xy}}}
- - 1/2 - 1/5 = 3/10
  - 1/3 - 1/6 = 1/6

{\displaystyle {\frac {1}{x}}\div {\frac {1}{y}}={\frac {y}{x}}}

## Arithmétique modulaire
Les fractions unitaires jouent un rôle important dans l'arithmétique modulaire, comme elles peuvent être utilisées pour réduire la division modulaire lors du calcul des PGCD. Plus précisément, supposons que nous voulons exécuter des divisions par une valeur x, modulo y. Pour effectuer la division par x, bien défini modulo y, x et y doivent être premiers entre eux. Alors, en utilisant l'algorithme d'Euclide étendu pour les PGCD nous pouvons trouver a et b tels que
{\displaystyle \displaystyle ax+by=1,}
à partir de quoi, on déduit que
{\displaystyle \displaystyle ax\equiv 1{\pmod {y}},}
ou de manière équivalente
{\displaystyle a\equiv {\frac {1}{x}}{\pmod {y}}\,}.

## Sommes finies de fractions unitaires
N'importe quel nombre rationnel positif peut être écrit comme la somme de fractions unitaires distinctes. Par exemple :
{\displaystyle {\frac {4}{5}}={\frac {1}{2}}+{\frac {1}{4}}+{\frac {1}{20}}={\frac {1}{3}}+{\frac {1}{5}}+{\frac {1}{6}}+{\frac {1}{10}}.}
Les mathématiciens de l'Égypte ancienne utilisaient les sommes de fractions unitaires distinctes dans leur notation pour les nombres rationnels plus généraux, ainsi de telles sommes sont souvent appelées des fractions égyptiennes. De nos jours, il existe toujours un intérêt dans l'analyse des méthodes utilisées par les anciens pour choisir parmi les représentations possibles d'un nombre fractionnaire, et pour calculer avec de telles représentations. Le sujet des fractions égyptiennes est aussi à l'étude dans la théorie des nombres moderne ; par exemple, la conjecture d'Erdős-Graham et la conjecture d'Erdős-Straus concernent les sommes de fractions unitaires, de même que la définition des nombres harmoniques de Ore.
Dans la théorie géométrique des groupes, les groupes de triangles (en) sont classés en cas euclidiens, sphériques et hyperboliques selon que leurs sommes associées de fractions unitaires sont égales à un, plus grandes qu'un, ou plus petites qu'un, respectivement.

## Séries de fractions unitaires
Beaucoup de séries infinies bien connues ont des termes qui sont des fractions unitaires. Celles-ci incluent :
- La série harmonique, la somme de toutes les fractions unitaires positives. Cette somme diverge et

{\displaystyle {\frac {1}{1}}+{\frac {1}{2}}+{\frac {1}{3}}+\cdots +{\frac {1}{n}}-\ln n}
tend vers la constante d'Euler-Mascheroni {\displaystyle \gamma \,} lorsque {\displaystyle n} tend vers l'infini.
- Le problème de Bâle concerne la somme des carrés de fractions unitaires, lesquels convergent vers {\displaystyle {\frac {\pi ^{2}}{6}}\,}
- La constante d'Apéry est la somme des fractions unitaires au cube.

## Matrices de fractions unitaires
La matrice de Hilbert est la matrice dont les éléments sont
{\displaystyle B_{i,j}={\frac {1}{i+j-1}}\,}.
Elle possède la propriété inhabituelle d'avoir tous les éléments de sa matrice inverse entiers. De manière similaire, Richardson a défini une matrice dont les éléments sont
{\displaystyle C_{i,j}={\frac {1}{F_{i+j-1}}},}
où {\displaystyle F_{i}\,} désigne le i-ème nombre de Fibonacci. Il appelle cette matrice la matrice Filbert, elle possède la même propriété d'avoir une matrice inverse en nombres entiers.

## En probabilités et statistiques
Dans une distribution uniforme sur un espace discret, toutes les probabilités sont des fractions unitaires égales. En raison du principe d'indifférence (en), les probabilités de cette forme apparaissent fréquemment dans les calculs statistiques. De plus, la loi de Zipf établit que, pour beaucoup de phénomènes observés impliquant la sélection des articles à partir d'une suite ordonnée, la probabilité que le n-ième article soit sélectionné est proportionnelle à la fraction unitaire 1/n.

## En physique
Les niveaux d'énergie du modèle de Bohr des orbites d'électrons dans un atome d'hydrogène sont proportionnels au carré de fractions unitaires, et par conséquent les niveaux d'énergie des photons qui peuvent être émis ou absorbés par un atome d'hydrogène selon ce modèle sont de manière similaire proportionnels à la différence de deux de ces fractions. On croyait pendant un certain temps que la constante de structure fine était exactement une fraction unitaire, 1/137, mais cela est faux.